# Ergativ-Akkusativ-Sprache
Eine Ergativ-Akkusativ-Sprache (englisch tripartite language „dreigeteilte Sprache“) ist eine Sprache, die das Subjekt eines intransitiven Satzes, das Subjekt eines transitiven Satzes und das Objekt eines transitiven Satzes jeweils unterschiedlich kennzeichnet. Verfügt die Sprache über ein System morphologischer Kasus, werden die unterschiedlichen syntaktischen Funktionen wie folgt gekennzeichnet:
- das Subjekt eines intransitiven Satzes durch den Absolutiv
- das Subjekt eines transitiven Satzes durch den Ergativ
- das Objekt eines transitiven Satzes durch den Akkusativ

Dabei bleibt der Absolutiv meist als endungslose Grundform unmarkiert, während Ergativ und Akkusativ durch besondere Endungen markiert sind. Sprachen ohne Kasusmarkierung bringen diese Unterscheidungen beispielsweise durch die Wortstellung zum Ausdruck.
Eine Sprache mit Ergativ-Akkusativ-Ausrichtung ist zum Beispiel das Nez Percé, eine indigene nordamerikanische Sprache. Hier stellt der Absolutiv die Grundform dar, der Ergativ wird mit dem Suffix -nim markiert und der Akkusativ mit -ne.
Weiteres Beispiel: Hindi/Urdu im Perfekt bei Bestimmtheit des Patiens:
लड़के ने औरत को देखा है/لڑکے نے عورت کو دیکھا ہے
laṛke -ne aurat -ko dekh-ā hai
Junge-erg.sg Frau-acc sehen-ptcp aux.3sg
‚(der) Junge hat die Frau gesehen‘
Ergativ-Akkusativ-Sprachen sind unter den Sprachen der Welt äußerst selten.